# Albrecht Müller (Ruderer)

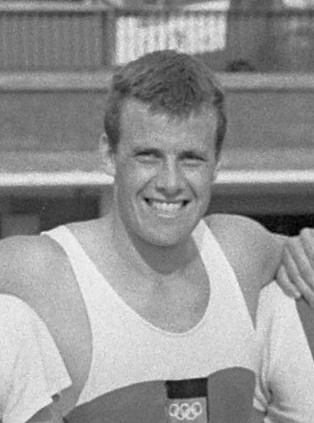
Albrecht Müller (1964)

Albrecht Müller (* 4. November 1939 in Oldenburg (Oldb); † 24. Mai 2018) war ein deutscher Ruderer.
Müller belegte 1962 zusammen mit Jochen Berendes im Doppelzweier in einer Wanne-Eickel/Düsseldorfer Rudergemeinschaft den zweiten Platz bei den Deutschen Meisterschaften hinter Josef Steffes-Mies und Jost Krause-Wichmann. 1963 startete Müller mit Manfred Misselhorn im Doppelzweier des Ruderclubs Germania Düsseldorf 1904 und erreichte bei den Deutschen Meisterschaften wie im Vorjahr den zweiten Platz hinter Steffes-Mies und Krause-Wichmann.
1964 bildeten Misselhorn und Müller einen Vierer ohne Steuermann zusammen mit Horst Effertz und Günter Schroers. Diese Crew gewann den deutschen Meistertitel und siegte bei den Europameisterschaften 1964 in Amsterdam vor den Dänen und den Italienern. Der deutsche Vierer war damit auch Favorit für die olympische Regatta in Tokio. Dort siegten die Dänen, die deutsche Crew erreichte zwar das Finale, kam aber mit den Windverhältnissen nicht zurecht und belegte den sechsten Platz.